# آستر لنت

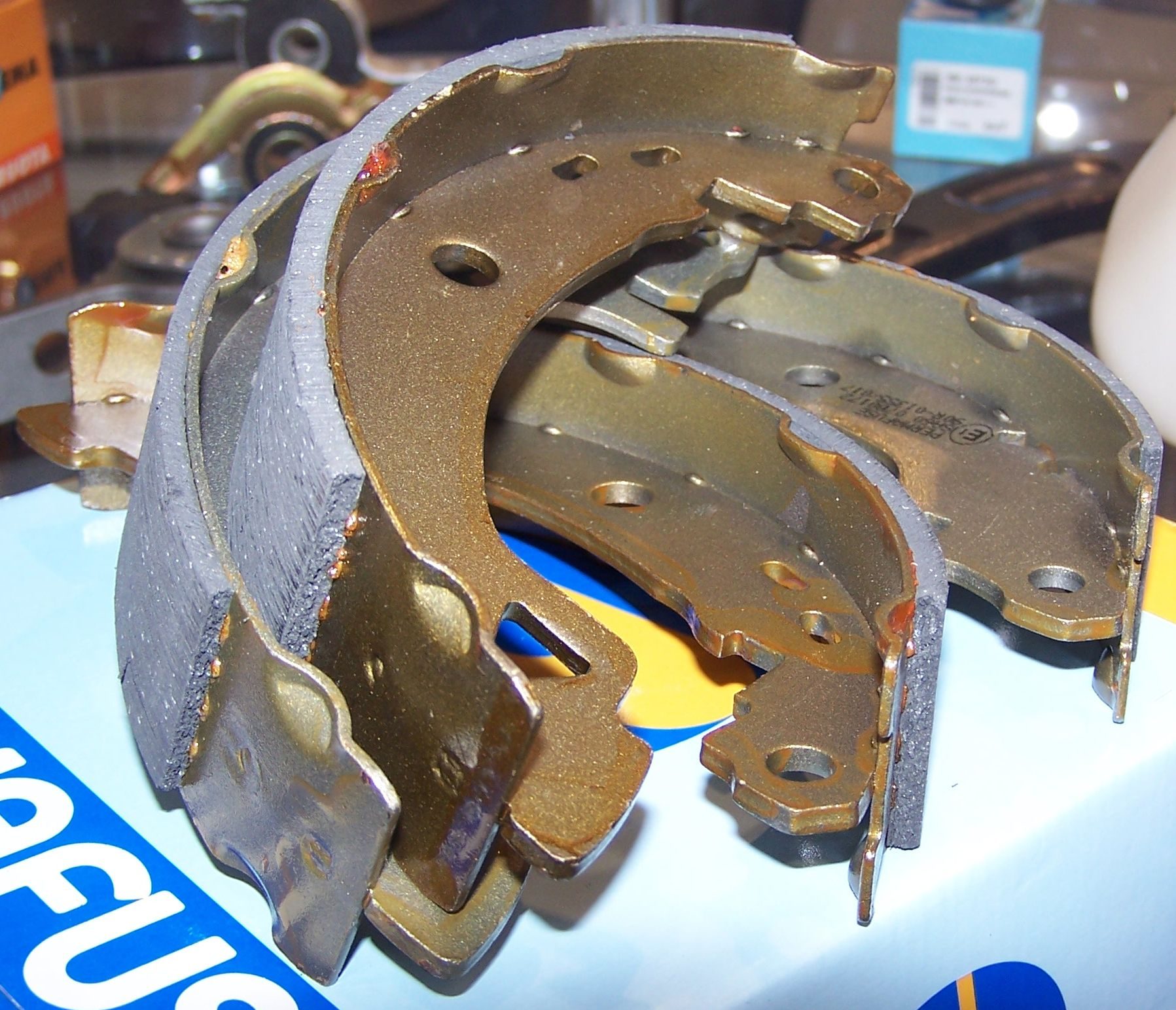
لنت و آستر.

آستر لنت ماده‌ای است که در ترمزهای دیسکی ایجاد اصطکاک می‌کند.
آسترهای لنت قابل تعویض هستند.